# The Only Way I Know
«The Only Way I Know» — песня американского кантри-певца Джейсона Олдина при участии Люка Брайана и Эрика Чёрча, вышедшая 12 ноября 2012 года в качестве второго сингла из пятого студийного альбома Олдина Night Train (2012). Песню написали Дэвид Ли Мёрфи и Бен Хейслип.
Сингл возглавил кантри-чарт в США Billboard Country Airplay и получил сертификации в Канаде (золотую) и США (платиновую).

## История
Эта песня о трудолюбии, верности, ценностях маленького городка и южной трудовой этике. Исполнители объясняют, что они выросли в южной атмосфере маленького городка и были приучены упорно трудиться, чтобы заработать на жизнь. Они не знали, что существуют и практикуются другие стили жизни, и тот, в котором они выросли, — «единственный путь, который они знают». Куплеты песни в основном поделены на трёх исполнителей: Олдин поёт первый куплет, Люк Брайан — второй, а Эрик Чёрч — третий. Олдин также поёт припевы.

## Отзывы
Билли Дьюкс из Taste of Country дал «The Only Way I Know» четырёхзвёздочную рецензию, заявив, что она «лучше всего звучит на раздражающей соседей громкости». Эшли Кук из Roughstock также дал песне четырёхзвёздочную рецензию, заявив, что песня «имеет мощный припев, который позволяет слушателям немного побушевать и выпустить наружу своего внутреннего крутого парня». И наоборот, Тара Ситарам из Country Universe поставила песне двойку, заявив, что «песня тонет из-за её пустого текста, раздражающей темы „скромной гордости“ на фоне ненужной агрессивной аранжировки и тонкого намёка на то, что трудовая этика, вырезанная из другой ткани, чем у рассказчиков, является низшей».

## Живые выступления
1 ноября 2012 года Олдин, Брайан и Чёрч открыли 46-ю церемонию вручения наград Ассоциации кантри-музыки песней «The Only Way I Know» и удостоились бурных оваций. 13 ноября 2012 года Олдин исполнил песню на шоу NBC «The Voice». Два участника, Брайан Кит и Дез Дюрон, присоединились к нему во время выступления, исполнив вокальные партии Люка Брайана и Чёрча.

## Музыкальное видео
Кадры с 46-го выступления на церемонии Country Music Association Award были использованы для создания музыкального видео на песню «The Only Way I Know», режиссёром которого стал Пол Миллер.

## Коммерческий успех
Песня «The Only Way I Know» дебютировала на 28-м месте в американском чарте Billboard Hot Country Songs и под номером 63 в канадском чарте Canadian Hot 100 за неделю 3 ноября 2012 года. Сингл также дебютировал под номером 93 в чарте Billboard Hot 100 за неделю 24 ноября 2012 года. В чарте Country Airplay от 16 февраля 2013 года песня достигла первого места, став девятым хитом номер один для Олдина, шестым для Брайана и третьим для Чёрча. Для авторов песни она стала шестым чарттоппером для Хейслипа и пятым для Мёрфи. 12 февраля 2014 года песня получила платиновый сертификат RIAA за миллион проданных единиц.

## Чарты
| Чарт (2012—2013)                    | Высшая позиция |
| ----------------------------------- | -------------- |
| Канада (Billboard Canadian Hot 100) | 53             |
| Канада (Billboard Country)          | 2              |
| США (Billboard Hot 100)             | 40             |
| США (Billboard Hot Country Songs)   | 5              |
| США (Billboard Country Airplay)     | 1              |

| Чарт (2013)                      | Позиция |
| -------------------------------- | ------- |
| US Country Airplay (Billboard)   | 42      |
| US Hot Country Songs (Billboard) | 43      |

## Сертификации
| Регион | Сертификация | Продажи   |
| --- | ------------ | --------- |
| Канада (Music Canada) | Золотой      | 40 000*   |
| США (RIAA) | Платиновый   | 1 000 000 |
| * Данные о продажах приведены только на основе сертификации. · Данные о продажах + прослушиваниях приведены только на основе сертификации. |              |           |